# Jimmorinia
Jimmorinia is een geslacht van kreeftachtigen uit de klasse van de Ostracoda (mosselkreeftjes).

## Soorten
- Jimmorinia gamma Cohen & Kornicker in Cohen, Kornicker & Iliffe, 2000
- Jimmorinia gunnari Cohen & Kornicker in Cohen, Kornicker & Iliffe, 2000